# レ・アル駅
レ・アル駅（仏 : Les Halles）は、フランスのパリ地下鉄 4号線の駅である。1977年開業。1908年4月21日に開業した旧レ・アル駅が1977年にRERのシャトレ＝レ・アル駅と接続するように建て替えられた。

## 乗り換え
RER
■A線 ■B線 ■D線
シャトレ＝レ・アル駅

## 隣の駅
パリメトロ
■4号線
エティエンヌ・マルセル駅 - レ・アル駅 - シャトレ駅